# Guillar (Lugo)
Guillar (llamada oficialmente San Martiño de Guillar) es una parroquia y una aldea española del municipio de Otero de Rey, en la provincia de Lugo, Galicia.

## Otras denominaciones
La parroquia también es conocida por el nombre de San Martín de Guillar.

## Organización territorial
La parroquia está formada por doce entidades de población, constando diez de ellas en el anexo del decreto en el que se aprobó la actual denominación oficial de las entidades de población de la provincia de Lugo:
- Os Alargos
- Buxán
- Castro (O Castro)
- Cupeiro
- Guillar
- Marcelle
- Matelos
- A Ponte Nova
- O Salete
- Sanmartiño (San Martiño)
- Urbanización Os Alargos
- Urbanización O Salete

## Demografía

### Parroquia
| Gráfica de evolución demográfica de Guillar (parroquia) entre 2000 y 2020 |
|                                                                           |
| Datos según el nomenclátor publicado por el INE.                          |

### Aldea
| Gráfica de evolución demográfica de Guillar (aldea) entre 2000 y 2020 |
|                                                                       |
| Datos según el nomenclátor publicado por el INE.                      |